# Neuvicq-le-Château
Ne pas confondre avec Neuvicq, commune du même département.
Neuvicq-le-Château est une commune du Sud-Ouest de la France située dans le département de la Charente-Maritime, en région Nouvelle-Aquitaine.
Ses habitants sont appelés les Neuvicquois ou les Neuvicquais et les Neuvicquoises ou les Neuvicquaises.

## Géographie

### Communes limitrophes
| Siecq       | Bresdon               | Val-d'Auge (Charente) |
| Macqueville | Neuvicq               | Rouillac (Charente)   |
|             | Courbillac (Charente) | Mareuil (Charente)    |

## Urbanisme

### Typologie
Au 1er janvier 2024, Neuvicq-le-Château est catégorisée commune rurale à habitat dispersé, selon la nouvelle grille communale de densité à 7 niveaux définie par l'Insee en 2022.
Elle est située hors unité urbaine et hors attraction des villes,.

### Occupation des sols
L'occupation des sols de la commune, telle qu'elle ressort de la base de données européenne d’occupation biophysique des sols Corine Land Cover (CLC), est marquée par l'importance des territoires agricoles (91,6 % en 2018), en diminution par rapport à 1990 (93,4 %). La répartition détaillée en 2018 est la suivante : 
terres arables (56,4 %), cultures permanentes (17,9 %), zones agricoles hétérogènes (17,3 %), forêts (6,6 %), zones urbanisées (1,8 %). L'évolution de l’occupation des sols de la commune et de ses infrastructures peut être observée sur les différentes représentations cartographiques du territoire : la carte de Cassini (XVIIIe siècle), la carte d'état-major (1820-1866) et les cartes ou photos aériennes de l'IGN pour la période actuelle (1950 à aujourd'hui).

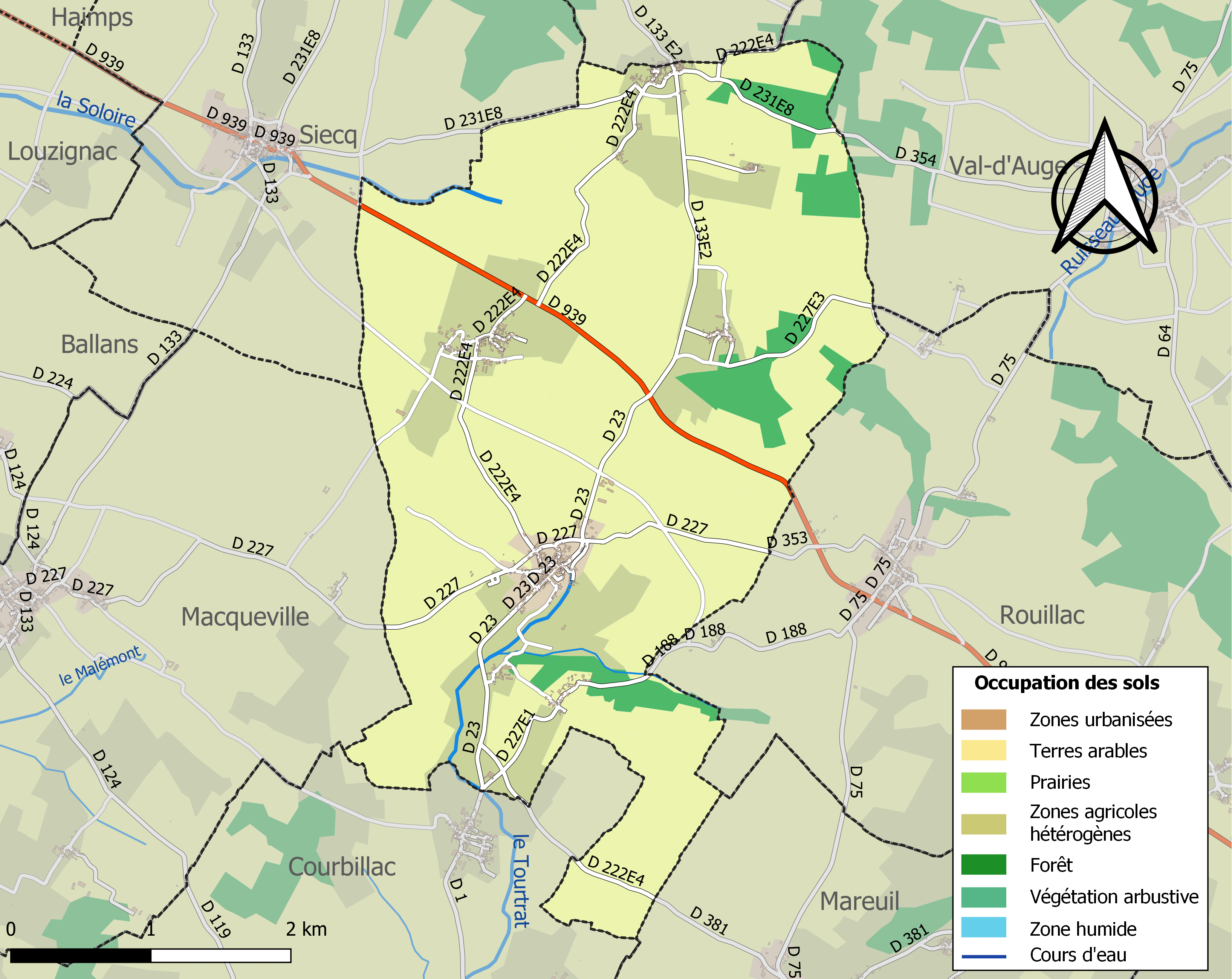
Carte des infrastructures et de l'occupation des sols de la commune en 2018 (CLC).

### Risques majeurs
Le territoire de la commune de Neuvicq-le-Château est vulnérable à différents aléas naturels : météorologiques (tempête, orage, neige, grand froid, canicule ou sécheresse), inondations, mouvements de terrains et séisme (sismicité modérée). Il est également exposé à un risque technologique,  le transport de matières dangereuses. Un site publié par le BRGM permet d'évaluer simplement et rapidement les risques d'un bien localisé soit par son adresse soit par le numéro de sa parcelle.

#### Risques naturels
Certaines parties du territoire communal sont susceptibles d’être affectées par le risque d’inondation par débordement de cours d'eau, notamment la Soloire et le Tourtrat. La commune a été reconnue en état de catastrophe naturelle au titre des dommages causés par les inondations et coulées de boue survenues en 1982, 1999 et 2010,.

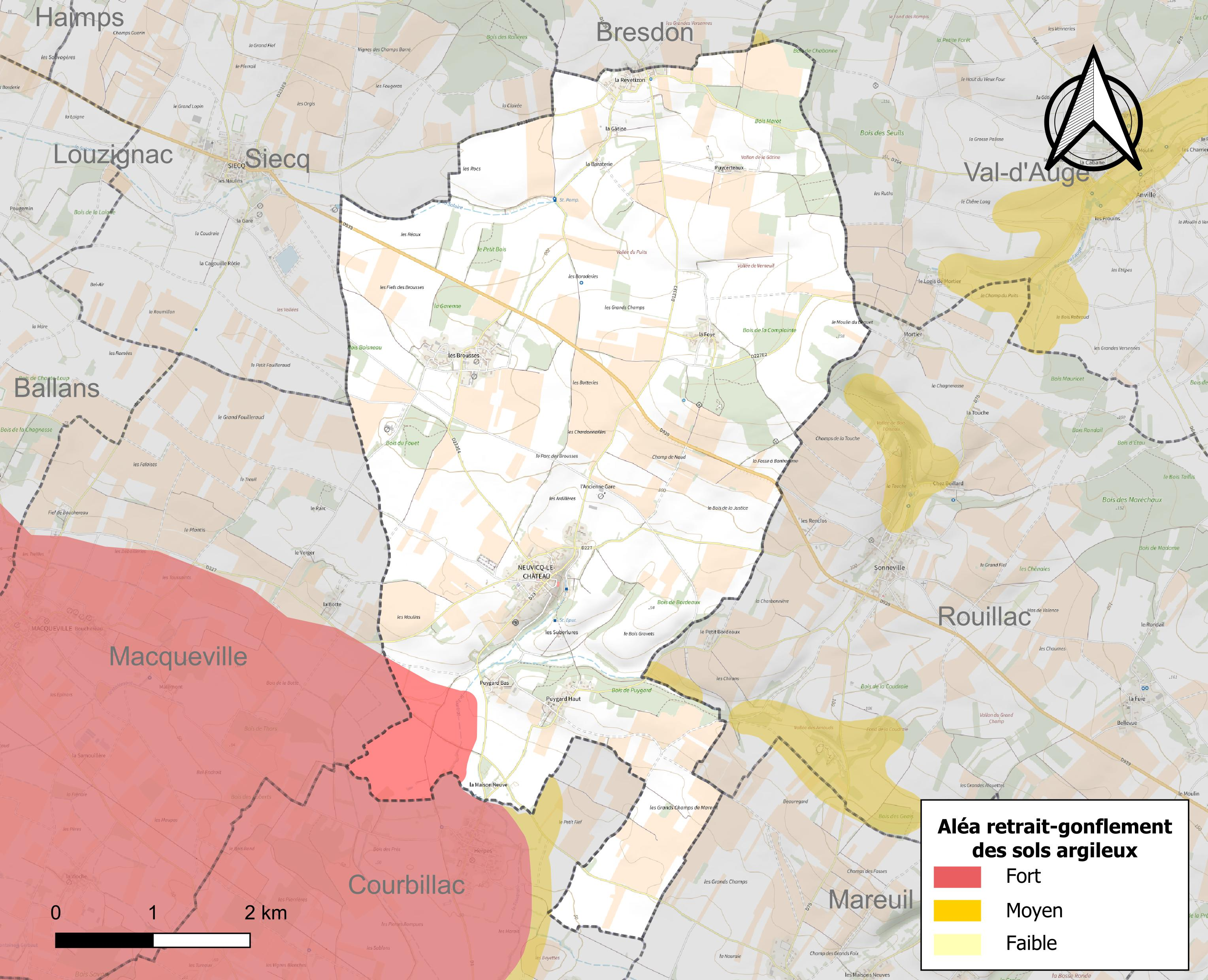
Carte des zones d'aléa retrait-gonflement des sols argileux de Neuvicq-le-Château.

Les mouvements de terrains susceptibles de se produire sur la commune sont des tassements différentiels.
Le retrait-gonflement des sols argileux est susceptible d'engendrer des dommages importants aux bâtiments en cas d’alternance de périodes de sécheresse et de pluie. 3,5 % de la superficie communale est en aléa moyen ou fort (54,2 % au niveau départemental et 48,5 % au niveau national). Sur les 255 bâtiments dénombrés sur la commune en 2019,  aucun n'est en aléa moyen ou fort, à comparer aux 57 % au niveau départemental et 54 % au niveau national. Une cartographie de l'exposition du territoire national au retrait gonflement des sols argileux est disponible sur le site du BRGM,.
Par ailleurs, afin de mieux appréhender le risque d’affaissement de terrain, l'inventaire national des cavités souterraines permet de localiser celles situées sur la commune.
Concernant les mouvements de terrains, la commune a été reconnue en état de catastrophe naturelle au titre des dommages causés par la sécheresse en 2005 et par des mouvements de terrain en 1999 et 2010.

#### Risques technologiques
Le risque de transport de matières dangereuses sur la commune est lié à sa traversée par une ou des infrastructures routières ou ferroviaires importantes ou la présence d'une canalisation de transport d'hydrocarbures. Un accident se produisant sur de telles infrastructures est susceptible d’avoir des effets graves sur les biens, les personnes ou l'environnement, selon la nature du matériau transporté. Des dispositions d’urbanisme peuvent être préconisées en conséquence.

## Toponymie
Le nom proviendrait d'un nom gallo-romain novus vicus, le bourg neuf ; et du château de Neuvicq.

## Histoire
L'état des paroisses de 1686 nous informe que le marquis de Montespan est à présent le seigneur de cette paroisse de 123 feux dont la terre ne produit que peu de grains et de vin.

## Administration

### Liste des maires
| Période                                  | Période  | Identité         | Étiquette | Qualité     |
| ---------------------------------------- | -------- | ---------------- | --------- | ----------- |
| Les données manquantes sont à compléter. |          |                  |           |             |
|                                          |          |                  |           |             |
| 1995 (réélu en mai 2020)                 | En cours | Pierre Denéchère | DVD       | Agriculteur |

## Démographie

### Évolution démographique
L'évolution du nombre d'habitants est connue à travers les recensements de la population effectués dans la commune depuis 1793. Pour les communes de moins de 10 000 habitants, une enquête de recensement portant sur toute la population est réalisée tous les cinq ans, les populations de référence des années intermédiaires étant quant à elles estimées par interpolation ou extrapolation. Pour la commune, le premier recensement exhaustif entrant dans le cadre du nouveau dispositif a été réalisé en 2007.

En 2022, la commune comptait 346 habitants, en évolution de +3,9 % par rapport à 2016 (Charente-Maritime : +4,04 %, France hors Mayotte : +2,11 %).
| 1793 | 1800 | 1806 | 1821  | 1831  | 1836  | 1841  | 1846 | 1851  |
| ---- | ---- | ---- | ----- | ----- | ----- | ----- | ---- | ----- |
| 834  | 944  | 920  | 1 089 | 1 022 | 1 025 | 1 022 | 994  | 1 031 |

| 1856  | 1861  | 1866  | 1872 | 1876 | 1881 | 1886 | 1891 | 1896 |
| ----- | ----- | ----- | ---- | ---- | ---- | ---- | ---- | ---- |
| 1 013 | 1 093 | 1 091 | 999  | 944  | 885  | 830  | 812  | 798  |

| 1901 | 1906 | 1911 | 1921 | 1926 | 1931 | 1936 | 1946 | 1954 |
| ---- | ---- | ---- | ---- | ---- | ---- | ---- | ---- | ---- |
| 736  | 722  | 724  | 623  | 590  | 582  | 582  | 570  | 590  |

| 1962 | 1968 | 1975 | 1982 | 1990 | 1999 | 2006 | 2007 | 2012 |
| ---- | ---- | ---- | ---- | ---- | ---- | ---- | ---- | ---- |
| 481  | 504  | 433  | 406  | 385  | 381  | 394  | 393  | 355  |

| 2017 | 2022 | - | - | - | - | - | - | - |
| ---- | ---- | - | - | - | - | - | - | - |
| 321  | 346  | - | - | - | - | - | - | - |

## Lieux et monuments

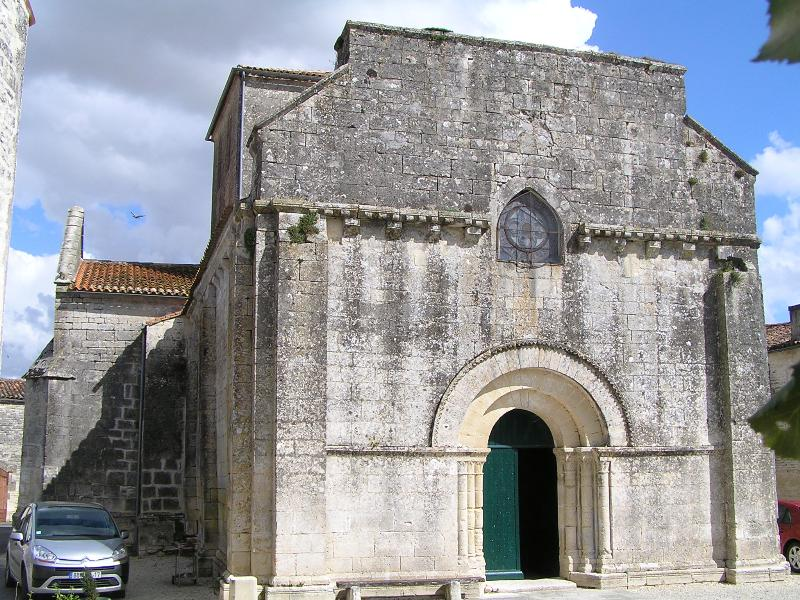
L'église Saint-Martin.

- Château de Neuvicq. Datant du XVe siècle, le château est propriété de la commune depuis 1904. La mairie de Neuvicq y est aujourd'hui installée. Il a été classé monument historique le 14 septembre 1912[21].
- Église Saint-Martin. L'église paroissiale reconstruite au XVe siècle sur les ruines d'une église romane datant du XIIe siècle, a conservé des parties anciennes sur sa façade.
- If séculaire de l'église[22].
- Motte du Bois du Fouet. La motte, de dimension imposante, est située à 300 m du vieux chemin reliant Jarnac à Melle. D'une hauteur de 6 à 7 m et un fossé large de 8 à 9 m, elle a, à son sommet, une superficie de cinq ares, correspondant à un diamètre d'environ 25 m. Dans la masse de la motte, on relève l'existence d'un mur en pierre de taille et au sud-ouest de la motte, une basse-cour (ou un village) non fossoyée relativement grande. Au sud de la motte fut identifié à l'extérieur de la douve le puits de fermeture d'un souterrain. Selon les auteurs, M. Clouet mentionne également la galerie souterraine et rappelle que selon une légende un souterrain reliait le château de Neuvicq à la motte du Bois de Fouet, alors que pour R. Proust, cette cavité ne correspondrait pas à celle située sous la motte[23].

## Personnalités liées à la commune
- Jean-Baptiste-Auguste-François-Marie de La Laurencie de Charras (1780-1857), député de la Charente sous la Restauration, est né à Neuvicq-le-Château.